# Anthidium soikai
Anthidium soikai là một loài Hymenoptera trong họ Megachilidae. Loài này được Mavromoustakis mô tả khoa học năm 1968.